# Karolina Fedorek
Karolina Fedorek, panieńskie Sowisz (ur. 23 sierpnia 1994 w Wodzisławiu Śląskim) – polska siatkarka, grająca na pozycji środkowej.
Jest córką piłkarza Piotra Sowisza.
26 grudnia 2018 roku wyszła za mąż za Adama Fedorka. Poznali się w drużynie Bronowianka Kraków, kiedy to Karolina była zawodniczką a Adam asystentem trenera Marka Kępy. Adam Fedorek ukończył studia na Akademii Wychowania Fizycznego w Krakowie.
Po ukończonym sezonie 2024/2025 postanowiła zakończyć karierę siatkarską.

## Sukcesy klubowe
Akademickie Mistrzostwa Polski:
- 2016

I liga:
- 2018

Puchar Polski:
- 2025

Mistrzostwo Polski:
- 2025[10]